# 金正勳
金正勳（朝鲜语：／，1956年9月1日—）朝鮮职业足球教练，退役足球运动员，前朝鲜国家足球队主教练。

## 简介
金正勋在球员时期只曾效力4.25足球队，1973-1985年曾进入朝鲜国家足球队。
退役之后，金正勋亦在4.25足球队开始执教，2007年金正勳成为朝鲜国家足球队的主教练。2008年首次带领朝鲜队参加东亚四强赛及亚洲挑战杯。
2009年在世界杯预选赛中带领朝鲜队43年后再次挺进世界杯。
金正勋较少接受媒体采访，在2010年带领朝鲜队参加南非世界杯期间被韩国记者问及‘北韩’(而不是用其官方名称“朝鲜民主主义人民共和国”)球队状况时，引起了金正勋的不满。金回答说 “没有一个叫做‘北韩’的国家 ”。
2010年7月，金正勋被传因世界杯战绩不佳而被朝鲜发配到矿山强制劳动，同年12月赵侗旭接替金正勋出任朝鲜国家队主教练。

## 2010年世界杯成绩
| # | 日期          | 比賽地點         | 比賽隊手 | 比賽分數 | 比賽結果 | Competition |
| - | ------------- | ---------------- | -------- | -------- | -------- | ----------- |
|   | 2010年6月15日 | 南非约翰内斯堡   | 巴西     | 1–2      | 負       | 南非世界杯  |
|   | 2010年6月21日 | 南非開普敦       | 葡萄牙   | 0–7      | 負       | 南非世界杯  |
|   | 2010年6月25日 | 南非尼爾斯普魯特 |          | 0–3      | 負       | 南非世界杯  |

## 注
1. ↑  .   [2010-06-17]. （原始内容存档于2019-07-01）.